# Mansuphantes fragilis
Mansuphantes fragilis là một loài nhện trong họ Linyphiidae.
Loài này thuộc chi Mansuphantes. Mansuphantes fragilis được Tord Tamerlan Teodor Thorell miêu tả năm 1875.